# Capdepera
Capdepera település Spanyolországban, a Baleár-szigeteken. Capdepera Artà és Son Servera községekkel határos. Lakosainak száma 12 860 fő (2024).

## Népesség
A település népessége az elmúlt években az alábbi módon változott:
| Lakosok száma | 8672 | 9297 | 11 074 | 11 911 | 11 858 | 11 385 | 11 356 | 11 868 | 12 003 | 12 860 |
|               | 2001 | 2004 | 2006   | 2009   | 2011   | 2014   | 2016   | 2019   | 2021   | 2024   |